# Kollnburg
Kollnburg è un comune tedesco di 2 893 abitanti, situato nel land della Baviera.